# 茨城県立鹿島高等学校・附属中学校
茨城県立鹿島高等学校・附属中学校（いばらきけんりつ かしまこうとうがっこう）は、茨城県鹿嶋市城山二丁目に所在する公立の高等学校・中学校。

## 設置学科
普通科
- 理系
  - 医療・理工コース
  - 理数コース

- 文系
  - 国際コース
  - 人文コース

## 概要
一般的な愛称・略称は、「鹿高」（かこう）である。Jリーグ・鹿島アントラーズがある土地柄からサッカー部が盛んであり、全国高等学校サッカー選手権大会にも出場している。

## 沿革
- 1910年 - 組合立農学校鉾田町に創立 鉾田町他3ケ村組合。
- 1914年 - 鹿島郡立鹿島農学校 鹿島町に仮移転。
- 1922年 - 茨城県立鹿島農学校。
- 1948年 - 茨城県立鹿島農業高等学校 新制高校へ。
- 1949年 - 茨城県立鹿島高等学校 普通科併設。
- 1965年 - 学科改変により普通科・農業科に新たに園芸科・生活科設置。
- 1987年 - 農業科募集停止。
- 1988年 - 生活科募集停止。
- 1989年 - 園芸科募集停止。
- 1991年 - 普通科単独高校へ。
- 2010年 - 創立100周年。
- 2020年 - 茨城県立鹿島高等学校附属中学校併設。

## 教育方針
- 道義と秩序を重んじ、自己に責任を持つ自主、自律生活の実践を図る。
- 学問尊重と真理を愛好する気風の育成を図る。
- 自他の敬愛と協力による豊かで快活な生活態度の確立を図る。

## 生徒の生活目標
- 学業を大切にし、学力向上に努める。
- 人の心の痛みを理解し、思いやりのある行動を心がける。
- 身だしなみをきちんとし、規律ある生活をする。
- 校内の美化運動を積極的に行う。
- 時間の浪費をなくす。

## 学校行事
4月
- 新入生歓迎式
- 対面式(附属中)
- 離任式

9月

・体育祭、鹿苑祭(隔年)
10月
- 芸術鑑賞会
- 修学旅行

11月
- クラスマッチ
- 駅伝大会
- スポーツ大会(附属中)

## 部活動

### 運動部
- サッカー部
- 陸上競技部
- 硬式野球部
- ソフトテニス部
- バスケットボール部
- バレーボール部
- 卓球部
- 柔道部
- 剣道部
- 弓道部
- 水泳部

### 文化部
- 吹奏楽部
- 演劇部
- 美術部
- 書道部
- 写真部
- KLC
- 調理部
- イラスト研究部
- 英会話部

## 著名な出身者

### 政治家
- 今泉和[1] - 元潮来市長

### サッカー選手
- 石神直哉 - ギラヴァンツ北九州所属
- 岩瀬浩介 - ブラウブリッツ秋田社長
- 川島大地 - ギラヴァンツ北九州所属
- 後藤圭太 - ファジアーノ岡山FC所属
- 澤口雅彦 - ファジアーノ岡山所属
- 杉本恵太 - 徳島ヴォルティス所属
- 曽ヶ端準 - 鹿島アントラーズ所属、2002 FIFAワールドカップ出場
- 吉澤佑哉 - 元カマタマーレ讃岐
- 中嶋譲 - 元鹿島アントラーズ
- 矢畑智裕 - 元松本山雅FC
- 山本拓弥 - 元ガイナーレ鳥取

### 芸能人
- 9代目三笑亭可楽 - 落語家

## アクセス
- JR鹿島線 鹿島神宮駅より徒歩で約9分。